# Tele Action
Die Tele Action war neben der TeleMatch eine der ersten deutschsprachigen Fachzeitschriften überhaupt, die exklusiv über Videospiele berichtete. Aufgrund zu weniger Anzeigenkunden erschienen lediglich zwei Ausgaben – im April und Mai 1983 im Stuttgarter Ehapa Verlag. Chefredakteur war Harald Kaiser.

## Geschichte
Die Erstausgabe erschien erstmals im April 1983 und präsentierte Spiele für die damaligen Spielkonsolen und Heimcomputer. Der Titel Tele Action ergab sich aus der Tatsache, dass Videospiele damals meist "Telespiele" genannt wurden. Abgerundet wurde der Inhalt durch Reportagen über Spielhallen, Schachcomputer, Computerclubs und Brettspiele nach Videospielen.
Die letzte Ausgabe erschien bereits im Mai 1983.

## Inhalt
Das Editorial war "Am Drücker" betitelt. Das Heft unterteilte sich in die Rubriken "Aktuell", wo künftige Spielneuerscheinungen vorgestellt wurden, "Telegramm" mit Nachrichten aus der Telespiel-Szene, "Leute" mit Interviews mit Personen aus der Welt der Telespiele; In der Rubrik "Spiele" wurden Telespiele für die damals gängigen Plattformen (Atari 2600, Mattel Intellivision, Philips G7000 und CBS Colecovision) getestet, jedoch noch ohne Wertung in Zahlen. In der Rubrik "Shop" wurde neu erhältliche Hardware wie etwa Joysticks vorgestellt. "Computer" beschäftigte sich vorwiegend mit Schachcomputern während "Szene" Telespiel-Clubs vorstellte. Der Abschnitt "Report" besuchte Spielhallen und "Story" berichtete über Telespiel-assoziierte Themen. Abgerundet wurde der Inhalt durch die Rubrik "Brettspiele", wo ebensolche zu damals aktuellen Videospielen getestet wurden.